# Dohrniphora alvarengai
Dohrniphora alvarengai är en tvåvingeart som beskrevs av Prado 1976. Dohrniphora alvarengai ingår i släktet Dohrniphora och familjen puckelflugor. Inga underarter finns listade i Catalogue of Life.